# Johny Schleck
Johny Schleck (Grevenmacher, 22 novembre 1942) è un ex ciclista su strada lussemburghese, che corse nei team Pelforth e Bic, entrambi francesi e guidati del direttore sportivo Maurice De Muer. È il padre di Andy e Fränk Schleck.

## Biografia
Schleck è sposato ed ha tre figli, due dei quali, Fränk ed Andy, sono stati anch'essi ciclisti professionisti.

## Carriera
Da giovane vinse la Flèche du sud, ed una tappa al Tour de l'Avenir. Schleck è stato professionista dal 1965 al 1974, e - fra le altre corse - prese parte per sette volte al Tour de France dove spesso ha svolto ruoli da gregario per Jacques Anquetil e per Eddy Merckx. Dal 1965 al 1969 ha corso per la Pelforth - Sauvage - Lejeune, dal 1969 al termine della carriera per la Bic entrambe le squadre guidate dal manager Maurice De Muer.
La vittoria più importante è stata la tappa alla Vuelta a España 1970. Nel 1965 e nel 1973 fu campione del Lussemburgo. È stato tre volte vicecampione lussemburghese. Il suo miglior piazzamento al Tour fu il 19º posto nella classifica finale del 1970. Nel 1973 fu lui a portare in squadra Luis Ocaña, futuro vincitore del Tour de France.

## Palmarès
- 1963 (una vittoria) Under 23

Classifica generale Flèche du Sud
- 1964 (una vittoria) Under 23

2ª tappa Tour de l'Avenir
- 1965 (Pelforth - Sauvage - Lejeune, una vittoria)

Campionati lussemburghesi, Prova in linea
- 1967 (Pelforth - Sauvage - Lejeune, una vittoria)

4ª tappa Tour de Luxembourg
- 1970 (Bic, una vittoria)

12ª tappa Vuelta a España
- 1973 (Bic, una vittoria)

Campionati lussemburghesi, Prova in linea

## Piazzamenti

### Grandi Giri
- Tour de France:

1965: 52º
1966: 35º
1967: 20º
1970: 19º
1971: 22º
1972: 30º
1973: 32º
- Vuelta a España:

1970: ritirato